# Sphenoptera chalybaea
Sphenoptera chalybaea es una especie de escarabajo del género Sphenoptera, familia Buprestidae. Fue descrita científicamente por Ménétriés en 1848.

## Distribución
Habita en la región paleártica.